# Pallide
Pallide es una localidad del municipio de Reyero, en la provincia de León, comunidad autónoma de Castilla y León (España). Se inscribió el 16 de septiembre de 1986 en el Registro de Entidades Locales (EATIM) con el número 04240571.

## Geografía
Está situado a 1150 metros de altitud, con un desnivel de algo más de 20 metros entre la parte más alta y la más baja. 
Está situada en la ladera de una cuesta llamada el Pando que corre por el Norte, y abajo la vega, por la que pasa el Arianes, y más cerca otro arroyo que baja de Remolina y se seca en verano. 
El clima es duro, pero está resguardado de los vientos del Norte. 
Pertenece al municipio de Reyero, a 2 km. La distancia al partido judicial de Cistierna es de 42 km por carretera, y al Obispado y provincia de León, 70 km. 
A la estación de Boñar hay 19 km y por un mal camino, cruzando la collada de Viego, se pasa a los valles del Esla.

## Historia
En la Edad Media no se sabía de Pallide, aunque quizá se refiera a él un documento de 994, que habla de unas ventas en Corniero y Valide. Perteneció al señorío de Peñamián hasta el siglo XVII, en que se separó para formar la Jurisdicción de Redipollos, hasta la formación de los modernos ayuntamientos. En 1792 hubo un incendio que devoró gran parte del pueblo: no debemos olvidar que entonces todas las casas estaban techadas de paja y los incendios eran devastadores.
Hijos ilustres de este pueblo fueron: Don Alonso González Sierra, bautizado en Pallide el 28 de septiembre de 1707 y Don Manuel González Sierra, bautizado el 26 de mayo de 1720. Eran hijos de Don Alonso González de Liébana y Doña Isabel Sierra y Canseco, natural de Tolibia de Abajo. Nietos de Alonso González Liébana de Pallide y de Manuela de Reyero y Villarroel, natural de Reyero. Ambos entraron en la Orden de Santiago, fueron canónigos de la Real Casa de León. 

Pendoneta de Difuntos de Pallide

La familia principal de Pallide eran los González Reyero, suyo era el enterramiento que había en la iglesia. Esta familia estaba muy extendida en la Montaña. 
Padre Francisco Sierra; ingresó en la Compañía de Jesús y fue uno de los expulsados por Carlos III, siendo de los desterrados a Italia, donde murió en 1770. Escribió un Tratado de Ciencia Media. 
Don Manuel Hurtado, que fue vicecónsul en Tres Arroyos, República Argentina. Don Agustín Reguera, que también emigró a la Argentina, trabajó como suelen hacerlo allí los montañeses y consiguió un capital. Ambos donaron al pueblo las nuevas escuelas el año 1928, pos cuya razón les dieron la Orden de Alfonso XII; y Don Ceferino Reguera, que también hizo su capital en América. Don Ceferino Hurtado Reguera también siguió el mismo camino y allá hizo su capital. Don Eustaquio Reguera García, muy conocido en la Montaña y en Jerez. 
De Pallide era Don Mariano Andrés, que bajó a León y se dedicó al comercio, llegando a hacer famosa la Casa de los Botines, que estaba en la plaza Mayor. Antes de morir hizo un nuevo y magnífico edificio, obra del arquitecto Gaudí, para la Casa de los Botines; ahora es la Caja de Ahorros. Su hijo, Don Mariano Andrés fue alcalde de León. 
Los González, los De Caso, los Hurtado y los Andrés fueron las familias principales del pueblo. 
Así se describe a Pallide en el tomo XII del Diccionario geográfico-estadístico-histórico de España y sus posesiones de Ultramar, obra impulsada por Pascual Madoz a mediados del siglo XIX:

PALLIDE: Lugar en la provincia y diócesis de León, partido judicial de Riaño, audiencia territorial y capitanía general de Valladolid, ayuntamiento de Reyero. situado en el antiguo concejo de Redipollos; su clima es frío; sus enfermedades más comunes, las pulmonías y catarros. Tiene 34 casas; escuela de primeras letras por temporada; iglesia parroquial (Santiago el Mayor) servida por un cura de primer ascenso y libre colación; cementerio en paraje ventilado, y buenas aguas potables. Confina con Orones, Reyero, Lodares y Armada. El terreno es de mediana calidad y en parte de regadío. Los caminos dirigen a los puntos limítrofes y a Asturias por el puerto de San Isidro. La correspondencia se recibe de León. Producción: trigo, centeno, cebada, lino y pastos; cría ganado lanar, cabrío, vacuno, de cerda y algún yeguar, y caza de varios animales, Industria: telares de lienzos caseros, población: 34 vecinos, 146 almas. Contribución: con el ayuntamiento.
Diccionario geográfico-estadístico-histórico de España y sus posesiones de Ultramar

El censo de Floridablanca de 1876 le da 184 habitantes: 104 solteros, 66 casados y 14 viudos. Un cura, 22 hidalgos, 38 labradores, un estudiante y un criado. Lo firman Don Fernando González, Cea Terán y Eugenio González. En 1840 se le dan 146 habitantes y 34 vecinos: Riera le da 230 habitantes y 74 edificios. El censo de 1940 le da 202 habitantes, y el de 1950 de da 178 habitantes de derecho y 171 de hecho. 
La iglesia está en lo cimero del pueblo, y su titular es Santiago Apóstol. La parroquia es de entrada, patronato real, y pertenece al arciprestazgo de Lillo y Peñamián. Las partidas comienzan hacia 1700. La iglesia es de mampostería, con una nave de 18 por 5,30 metros, con espadaña y dos campanas. 

Escudos en la iglesia de Pallide

## Demografía
| 2000 | 2001 | 2002 | 2003 | 2004 | 2005 | 2006 | 2007 | 2008 | 2009 | 2010 | 2011 | 2012 | 2013 | 2014 | 2017 |
| 53   | 55   | 54   | 53   | 52   | 52   | 51   | 49   | 49   | 49   | 48   | 47   | 47   | 48   | 46   | 49   |

## Símbolos

Pendón de Pallide

Pendón: Consta de cinco franjas de color verde, de 25 cm de ancho cada una, separadas por otras cuatro de color rojo, del mismo tamaño, ambas telas son adamascadas y están unidas entre ellas con una cenefa dorada de 5 cm. Las dimensiones son, en una posición de franjas paralelas al suelo, 330 cm de largo en la parte superior y 200 cm en la parte inferior, por 265 cm de alto, con un entrante en el lado opuesto al mástil de 117,5 cm, este entrante está ligeramente desplazado hacia abajo para hacerlo coincidir con la cenefa que une las franjas quinta y sexta. El lateral de unión con el mástil tiene una longitud de 295 cm (es mayor que la altura por ser la hipotenusa del triángulo de recorte). Todo ello orlado de borlas de flecos verdes y rojos.

## Economía
Son similares a las de todos estos pueblos de esta La Montaña Leonesa, y su riqueza principal es la ganadería, ya que tiene buenos términos y buenos pastos. Cuidan muy bien el ganado vacuno y obtienen buenos rendimientos de la leche y carne.
Hasta los años sesenta del pasado siglo XX, tenía también producción de cereales y buenos huertos, principalmente para el consumo de casa. Hoy en día, la actividad que queda es la ganadera bovina casi en exclusividad.
Antiguamente tenía tres molinos harineros: en Entrepeñas, que fue de Melquiades González, otro en el arroyo de Remolina, que era del tío Pedro, el Capellán, y el último en Entremolinos, que era del tío Isidoro de Caso. 
En la mitad del siglo XX, se explotaron las minas de carbón que tiene cerca, hacia la Matona.
Actualmente no existen explotaciones de ganado vacuno para leche, y su producción es totalmente para carne. Por ello los pastos no están tan cuidados como anteriormente y sirven también como producción para otras zonas de la provincia, e incluso fuera de ella.